# Малой (участок)
Мало́й — участок (населённый пункт) в Куйтунском районе Иркутской области России. Входит в состав Тулюшского сельского поселения.

## География
Населённый пункт находится на расстоянии примерно 190 км к западу от рабочего посёлка Куйтун, административного центра района.

## Население
| 2002 | 2010 | 2011 | 2012 |
| ---- | ---- | ---- | ---- |
| 129  | ↘23  | →23  | ↘21  |

### Половой состав
По данным Всероссийской переписи, в 2010 году в населённом пункте проживали 23 человека (11 мужчин и 12 женщин).

## Улицы
В населённом пункте имеется одна улица — Лесная.